# 佐久間勝道
佐久間 勝道（さくま かつみち）は、江戸時代前期の信濃国長沼藩の世嗣。通称は大膳。

## 略歴
寛文2年（1662年）、信濃国長沼藩主・佐久間勝豊の長男として江戸にて誕生。母は本多忠相の娘。
寛文9年（1669年）12月26日、8歳にして没し、家督を相続することはなかった。
墓所は広岳院に現存する。戒名は白庭宗雪清信士。信濃長沼城下にも勝道供養のために福聚庵が創建されたという。